# Gare de Labergement-Sainte-Marie
Pour les articles homonymes, voir Gare de Sainte-Marie.
La gare de Labergement-Sainte-Marie est une gare ferroviaire française de la ligne de Dijon-Ville à Vallorbe (frontière), située sur le territoire de la commune de Labergement-Sainte-Marie dans le département du Doubs en région Bourgogne-Franche-Comté.
Elle est mise en service en 1915 par la Compagnie des chemins de fer de Paris à Lyon et à la Méditerranée (PLM). Fermée dans les années 1980 par la Société nationale des chemins de fer français (SNCF), elle est rouverte en 2013 pour améliorer les temps de transport des travailleurs frontaliers.
C'est une halte voyageurs de la Société nationale des chemins de fer français (SNCF) desservie par des trains TER Bourgogne-Franche-Comté.

## Situation ferroviaire
Établie à 866 mètres d'altitude, la gare de Labergement-Sainte-Marie est située au point kilométrique (PK) 450,768 de la ligne de Dijon-Ville à Vallorbe (frontière), entre les gares fermées de Vaux-et-Chantegrue et des Longevilles - Rochejean. Les gares ouvertes les plus proches sont Frasne, en direction de Dijon, et la gare suisse de Vallorbe.

## Histoire
La gare de Labergement-Sainte-Marie est mise en service le 16 mai 1915 par la Compagnie des chemins de fer de Paris à Lyon et à la Méditerranée (PLM), lorsqu'elle ouvre à l'exploitation la section de Frasne à la frontière avec la suisse et à Vallorbe. Cette relation internationale a nécessité une convention pour l'exploitation de la partie suisse de la ligne et la gare de Vallorbe entre les Chemins de fer fédéraux suisses (CFF) et la compagnie PLM.
La gare est fermée dans les années 1980 par la SNCF.
La gare est rouverte, sous forme de « halte ferroviaire », le 16 décembre 2013 dans le cadre expérimental d'une liaison entre la France et la Suisse, Pontarlier - Vallorbe, pour favoriser les transports des travailleurs frontaliers. L'investissement pour la région est de 52 048 euros, ce qui comprend notamment la réfection du quai, le mobilier, un abri et l'aménagement d'une place de parking pour les personnes à mobilité réduite (PMR). La desserte quotidienne est d'un aller, à 5 h 50, et un retour, à 17 h, mais le gain de temps entre Labergement-Sainte-Marie et Vallorbe est important entre le trajet en train (8 minutes) et l'estimation moyenne du trajet en voiture qui est d'environ une heure.
Depuis début 2025, la mairie a agrandi le parking grâce à un système de balises.

## Fréquentation
La fréquentation de la gare est détaillée dans le tableau ci-dessous :
|           | 2015  | 2016   | 2017  | 2018  | 2019  | 2020  | 2021  | 2022   | 2023   |
| --------- | ----- | ------ | ----- | ----- | ----- | ----- | ----- | ------ | ------ |
| Voyageurs | 8 873 | 11 347 | 9 101 | 7 977 | 8 043 | 5 664 | 6 856 | 11 097 | 16 351 |

## Service des voyageurs

### Accueil

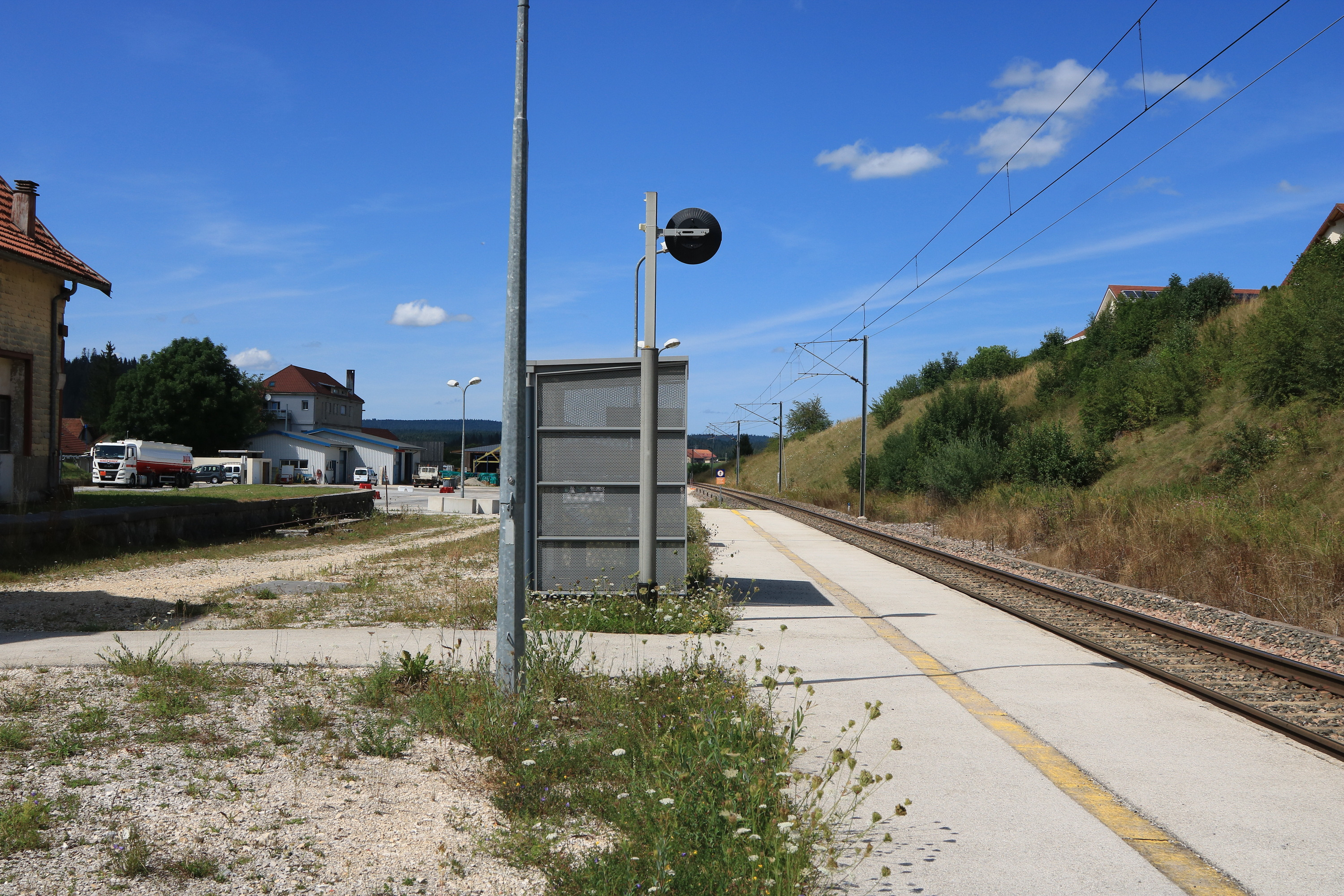
Vue du quai en direction de Frasne.

C'est une halte SNCF, point d'arrêt non géré (PANG) à accès libre, équipée d'un abri de quai.

### Desserte
Labergement-Sainte-Marie est une halte du réseau TER Bourgogne-Franche-Comté, desservie par des trains régionaux de la relation Pontarlier - Vallorbe. En 2025 il y a deux départs pour Vallorbe le matin et 2 départs pour Frasne en soirée depuis Vallorbe.

### Intermodalité
Le stationnement des véhicules est possible à côté de l'ancien bâtiment voyageurs.